# Liga Puerto Rico 2022-23
La Liga Puerto Rico 2022 es la edición número 5 de la Liga Puerto Rico. Comenzó el 9 de octubre de 2022 con el Torneo Apertura 2022 y terminará el 28 de mayo de 2023 con el Torneo Clausura 2023.

## Equipos participantes
En cursiva los equipos debutantes.
| Equipo             | Ciudad   |
| ------------------ | -------- |
| Academia Quintana  | San Juan |
| Bayamón FC         | Bayamón  |
| Caguas Sporting FC | Caguas   |
| Metropolitan FA    | San Juan |
| Puerto Rico Sol    | Mayagüez |

## Torneo Apertura 2022

### Clasificación
| Pos. | Equipo             | Pts. | PJ | G | E | P | GF | GC | Dif. | Clasificación           |
| ---- | ------------------ | ---- | -- | - | - | - | -- | -- | ---- | ----------------------- |
| 1    | Metropolitan FA    | 21   | 8  | 7 | 0 | 1 | 26 | 7  | +19  | Avanzan a la Fase Final |
| 2    | Puerto Rico Sol    | 16   | 8  | 5 | 1 | 2 | 12 | 10 | +2   | Avanzan a la Fase Final |
| 3    | Bayamón FC         | 8    | 8  | 2 | 2 | 4 | 9  | 13 | −4   | Avanzan a la Fase Final |
| 4    | Academia Quintana  | 7    | 8  | 2 | 1 | 5 | 16 | 18 | −2   | Avanzan a la Fase Final |
| 5    | Caguas Sporting FC | 5    | 8  | 1 | 2 | 5 | 5  | 20 | −15  |                         |

 Fuente: LPR Posiciones

## Fase Final

### Semifinales
| Local           | Resultado      | Visita            | Fecha                  |
| --------------- | -------------- | ----------------- | ---------------------- |
| Metropolitan FA | 4 - 2          | Academia Quintana | 7 de diciembre de 2022 |
| Puerto Rico Sol | 2 - 2 (p. 7-6) | Bayamón FC        | 7 de diciembre de 2022 |

## Final
| Local               | Resultado      | Visita          | Fecha                   |
| ------------------- | -------------- | --------------- | ----------------------- |
| Metropolitan FA (C) | 1 - 1 (p. 4-3) | Puerto Rico Sol | 11 de diciembre de 2022 |

| Campeón Apertura 2022 |
| --------------------- |
|                       |
| Metropolitan FA       |
| 3.° Título            |

## Torneo Clausura 2023

### Clasificación
| Pos. | Equipo                | Pts. | PJ | G | E | P | GF | GC | Dif. | Clasificación           |
| ---- | --------------------- | ---- | -- | - | - | - | -- | -- | ---- | ----------------------- |
| 1    | Academia Quintana     | 0    | 0  | 0 | 0 | 0 | 0  | 0  | 0    | Avanzan a la Fase Final |
| 2    | Bayamón FC            | 0    | 0  | 0 | 0 | 0 | 0  | 0  | 0    | Avanzan a la Fase Final |
| 3    | Caguas Sporting FC    | 0    | 0  | 0 | 0 | 0 | 0  | 0  | 0    | Avanzan a la Fase Final |
| 4    | Metropolitan FA       | 0    | 0  | 0 | 0 | 0 | 0  | 0  | 0    | Avanzan a la Fase Final |
| 5    | Puerto Rico Sol       | 0    | 0  | 0 | 0 | 0 | 0  | 0  | 0    |                         |
| 6    | Indios de Mayagüez FC | 0    | 0  | 0 | 0 | 0 | 0  | 0  | 0    |                         |

Los primeros partidos se disputarán el 19 de febrero de 2023.
 Fuente: LPR Posiciones